# Ветово
Ве́тово (болг. Ветово) — місто в Русенській області Болгарії. Адміністративний центр общини Ветово.
Один з центрів компактного проживання кримських татар у Болгарії. Кримськотатарською громадою заснована громадська організація "Спілка кримських татар Болгарії "Асабай", голова Ахмєт Насуф. У 2005-2011 рр. міським головою (кметом) був представник кримських татар д-р Райхан Хабіл.
У місті функціонують дві мечеті: турецька та кримськотатарська.

## Населення
За даними перепису населення 2011 року у місті проживали 4417 осіб.
Національний склад населення міста:
| Національність   | Кількість осіб | Відсоток |
| ---------------- | -------------- | -------- |
| болгари          | 1239           | 32,2%    |
| турки            | 1149           | 29,9%    |
| цигани           | 1145           | 29,8%    |
| інша             | 299            | 7,8%     |
| не визначились   | 13             | 0,3%     |
| Всього відповіли | 3845           |          |

Розподіл населення за віком у 2011 році:
Динаміка населення: